# Дуби Козловського
Дуби Козловського — ботанічна пам'ятка природи місцевого значення в Києві. Ростуть на території Національного ботанічного саду НАН України. Об'єкт складається з 9 дубів. П'ять ростуть північніше центральної алеї сирингарію, один південніше, два за оранжереями і ще один неподалік майстра Йоди. Пам'ятка названа на честь видатного українського співака Івана Козловського, який кілька разів виступав під дубом, що росте серед ялин, в 1950-х роках. Висота дубів до 30 м, обхват стовбура коло 4,0 м, вік 400—450 років. У 2009 р., за ініціативи Київського еколого-культурного центру, отримав статус ботанічної пам'ятки природи.

## Галерея

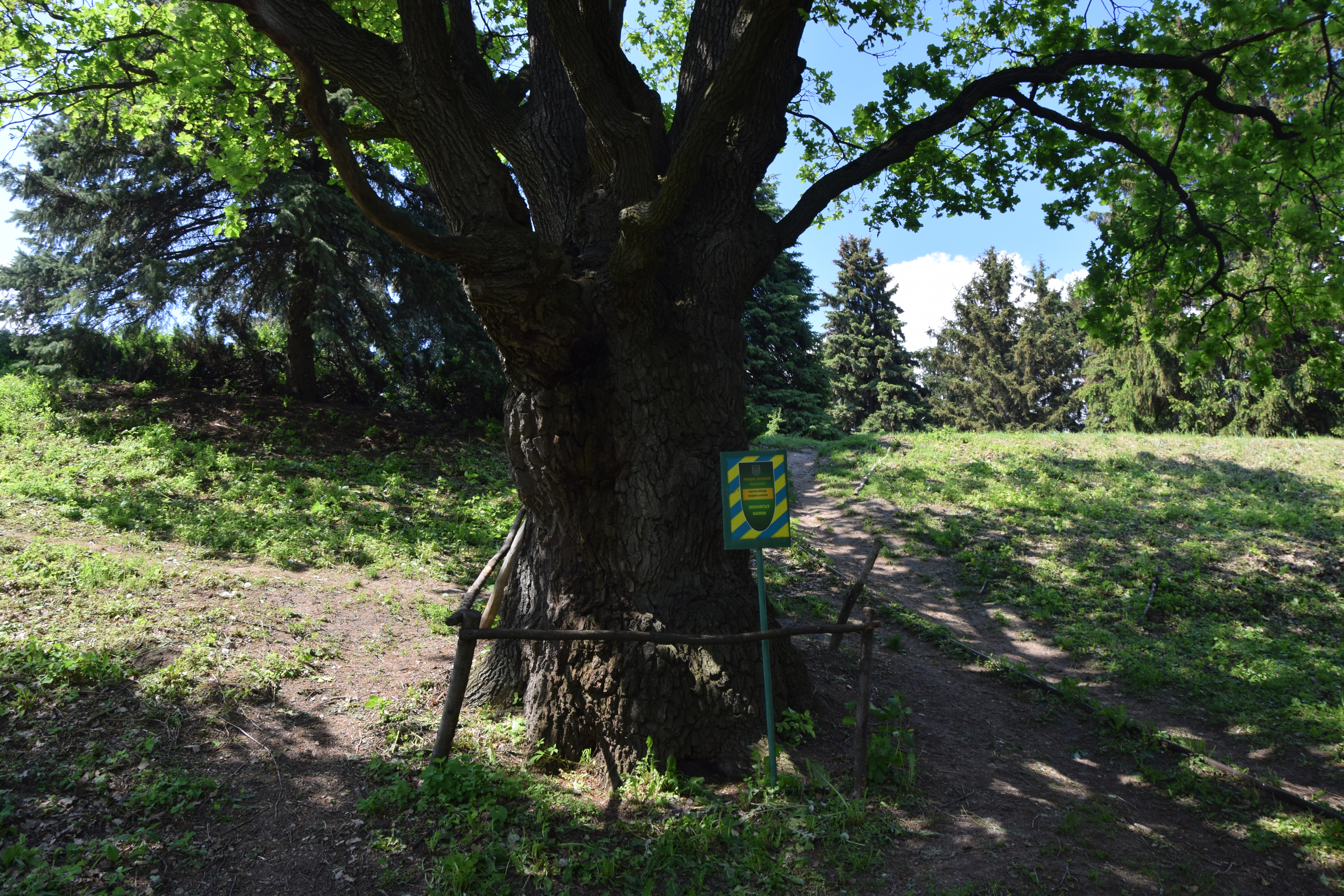
Табличка
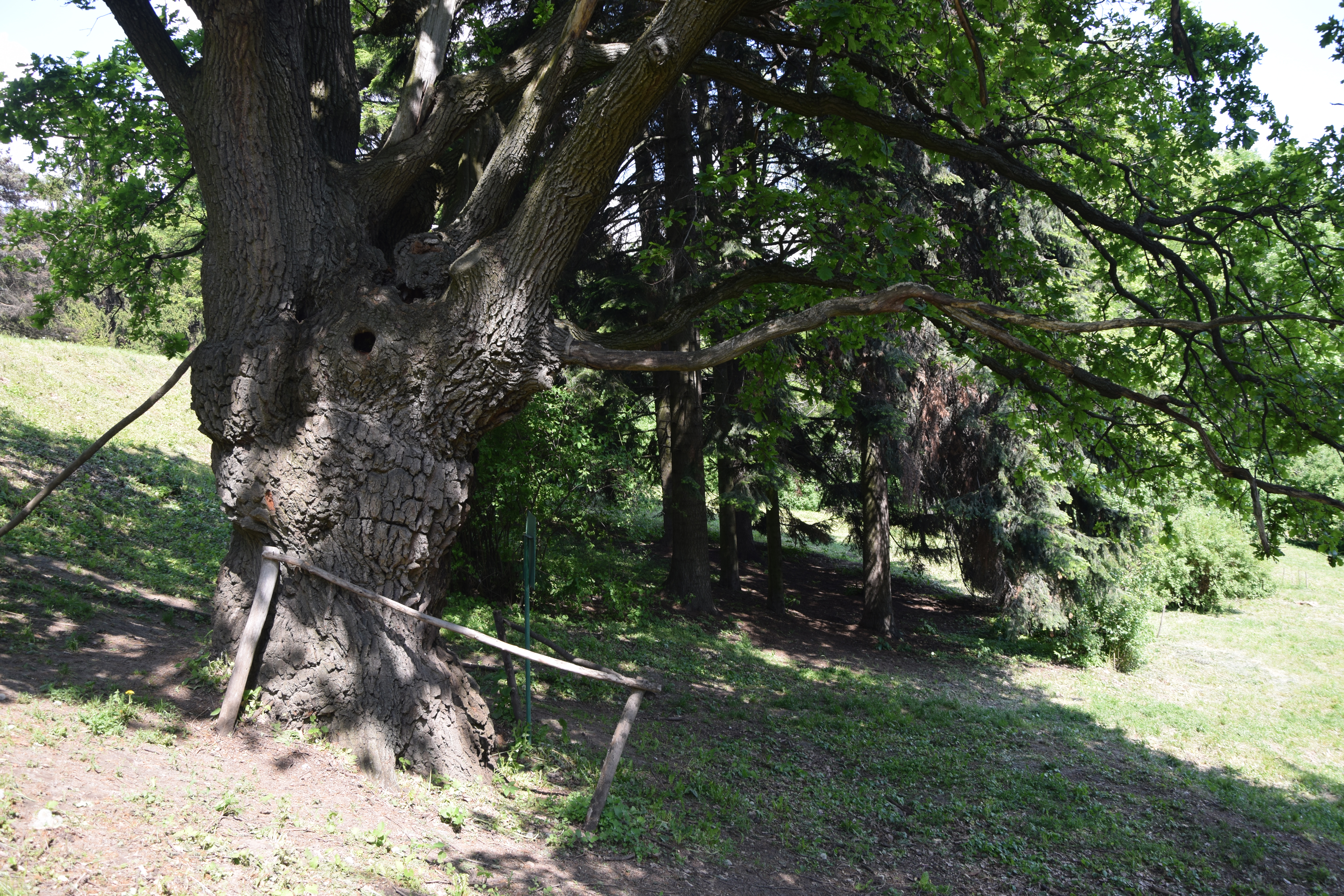
Дупло
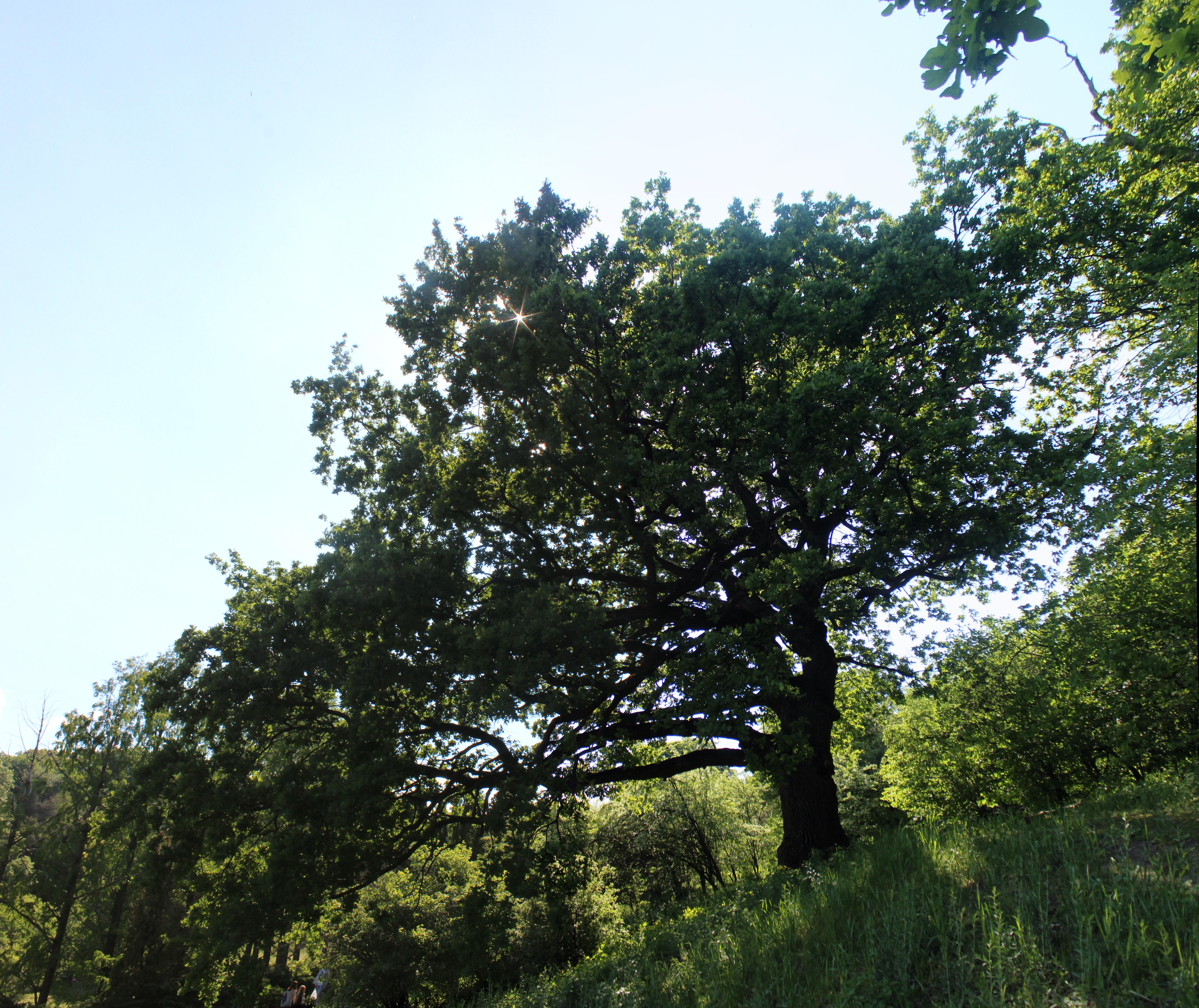
Дуб над дорогою до монастиря
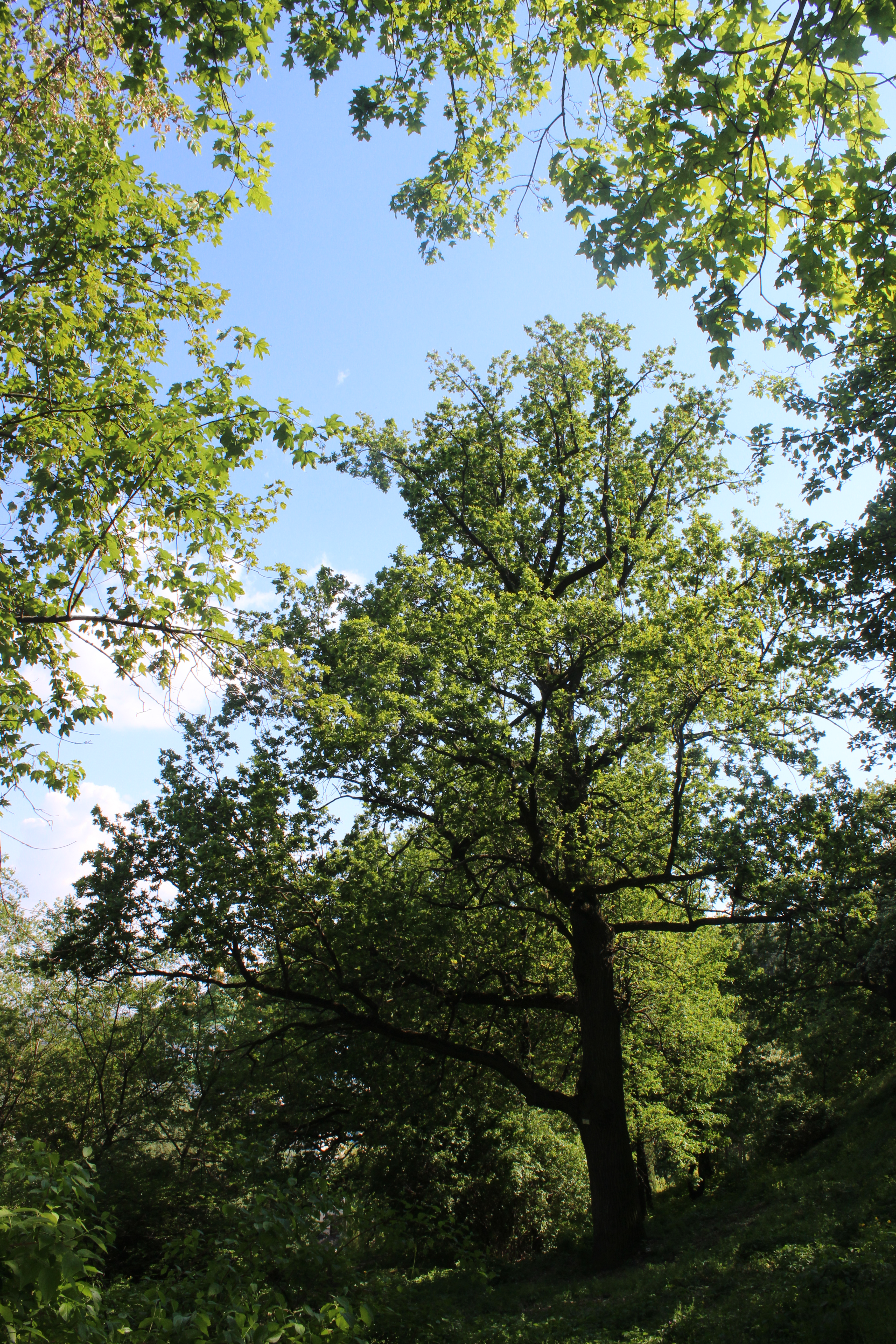
Сусідній дуб

## Ресурси Інтернету
- Фотогалерея видатних вікових дерев міста Києва  [Архівовано 12 березня 2012 у WebCite]